# Mozart Salzburg
Mozart Salzburg – austriacki klub szachowy z siedzibą w Salzburgu.

## Historia
Klub został założony w 1910 roku z inicjatywy Josefa Hrdiny pod nazwą Salzburger Schach-Gesellschaft. W 1947 roku klub wstąpił do Österreichischer Schachbund. W 1950 roku klub podzielił się na dwa: 1. Salzburger Schachklub Mozart oraz Salzburger Schachgesellschaft Posthof. W latach 1953–1954 zespół zajmował drugie miejsce w nieligowych mistrzostwach Austrii (Staatsmeisterschaft). W 1965 roku klub zajął trzecie miejsce, a w 1969 roku ponownie drugie. W latach 1970–1971 uzyskano trzecie miejsce. Po utworzeniu Staatsligi Mozart zadebiutował w niej w 1976 roku, jednak spadł po zakończeniu sezonu. Na jeden sezon Mozart powrócił do Staatsligi w 1979 roku. W 1982 roku klub ponownie wrócił do Staatsligi. W sezonie 1987/1988 klub, występujący wówczas pod nazwą Casino, zajął trzecie miejsce w lidze. W 1991 roku zespół spadł ze Staatsligi, powrócił do niej w 1993 roku i ponownie spadł w 1995 roku. W 1999 roku uzyskano ponowny awans do Staatsligi. W 2003 roku Mozart spadł z najwyższej klasy rozgrywkowej.
W klubie grali tacy zawodnicy, jak Gerald Hertneck, Klaus Klundt, Ildikó Mádl i Raj Tischbierek.